# Vrigny (Marne)
Vrigny és un municipi francès, situat al departament del Marne i a la regió del Gran Est. L'any 2007 tenia 218 habitants.

## Demografia

### Població
El 2007 la població de fet de Vrigny era de 218 persones. Hi havia 80 famílies, de les quals 16 eren unipersonals (8 homes vivint sols i 8 dones vivint soles), 24 parelles sense fills, 32 parelles amb fills i 8 famílies monoparentals amb fills.
La població ha evolucionat segons el següent gràfic:
Habitants censats

### Habitatges
El 2007 hi havia 87 habitatges, 84 eren l'habitatge principal de la família, 1 era una segona residència i 2 estaven desocupats. 86 eren cases i 1 era un apartament. Dels 84 habitatges principals, 63 estaven ocupats pels seus propietaris, 16 estaven llogats i ocupats pels llogaters i 5 estaven cedits a títol gratuït; 1 tenia dues cambres, 5 en tenien tres, 10 en tenien quatre i 68 en tenien cinc o més. 63 habitatges disposaven pel capbaix d'una plaça de pàrquing. A 32 habitatges hi havia un automòbil i a 45 n'hi havia dos o més.

### Piràmide de població
La piràmide de població per edats i sexe el 2009 era:
| Homes | Edats   | Dones |
| ----- | ------- | ----- |
| 0     | 95 o +  | 0     |
| 0     | 90 a 94 | 0     |
| 0     | 85 a 89 | 0     |
| 4     | 80 a 84 | 12    |
| 8     | 75 a 79 | 4     |
| 0     | 70 a 74 | 4     |
| 0     | 65 a 69 | 4     |
| 4     | 60 a 64 | 4     |
| 12    | 55 a 59 | 4     |
| 0     | 50 a 54 | 8     |
| 16    | 45 a 49 | 8     |
| 0     | 40 a 44 | 4     |
| 8     | 35 a 39 | 8     |
| 4     | 30 a 34 | 4     |
| 12    | 25 a 29 | 8     |
| 8     | 20 a 24 | 4     |
| 12    | 15 a 19 | 4     |
| 0     | 10 a 14 | 8     |
| 0     | 5 a 9   | 4     |
| 12    | 0 a 4   | 8     |

## Economia
El 2007 la població en edat de treballar era de 145 persones, 109 eren actives i 36 eren inactives. De les 109 persones actives 106 estaven ocupades (52 homes i 54 dones) i 3 estaven aturades (3 homes). De les 36 persones inactives 10 estaven jubilades, 17 estaven estudiant i 9 estaven classificades com a «altres inactius».

### Ingressos
El 2009 a Vrigny hi havia 82 unitats fiscals que integraven 209 persones, la mediana anual d'ingressos fiscals per persona era de 27.453 €.

### Activitats econòmiques
Dels 6 establiments que hi havia el 2007, 1 era d'una empresa de construcció, 1 d'una empresa de comerç i reparació d'automòbils, 2 d'empreses immobiliàries, 1 d'una empresa de serveis i 1 d'una empresa classificada com a «altres activitats de serveis».
L'únic servei als particulars que hi havia el 2009 era una lampisteria.
L'any 2000 a Vrigny hi havia 39 explotacions agrícoles que ocupaven un total de 432 hectàrees.

## Poblacions més properes
El següent diagrama mostra les poblacions més properes.